# Pantoporia novohannoverana
Pantoporia novohannoverana är en fjärilsart som beskrevs av Arnold Pagenstecher 1899. Pantoporia novohannoverana ingår i släktet Pantoporia och familjen praktfjärilar. Inga underarter finns listade i Catalogue of Life.